# USS New Jersey (BB-62)
Линкор «Нью-Джерси» (ББ-62) (англ. USS New Jersey (BB-62), «Большое Джей» (англ. Big J) или «Чёрный Дракон» (англ. Black Dragon)) — американский линкор типа «Айова». Построен на верфи в Филадельфии, США. Спущен на воду 7 декабря 1942 года. Участвовал в большем числе операций по сравнению с другими кораблями своего класса. Единственный линкор, использовавшийся в войне во Вьетнаме. По состоянию на март 2012 года, линкор «Нью-Джерси» находится на вечной стоянке в городе Камден, штат Нью-Джерси. Дискутируется возможность перемещения корабля-музея в Либерти Стэйт Парк.

## История службы
На протяжении Второй Мировой войны участвовал в операциях у островов Гуам и Окинава, прикрывал авианосцы во время рейда к Маршалловым островам. Во время Корейской войны использовался в операциях вблизи северокорейского побережья. В середине пятидесятых был выведен в резерв, прозванный американскими моряками «нафталиновым флотом». В 1968 расконсервирован и направлен во Вьетнам для поддержки американских войск. Там отличился в ночь на 22 февраля 1969 года, отбивая артиллерийским огнём атаку войск Вьетконга на пост морской пехоты США «Оушевью» — спаренные артиллерийские установки калибра 127 мм расстреляли 1710 снарядов и вынудили противника к отходу.
Повторная консервация состоялась в 1969 году. Был модернизирован и снова введён в состав флота в начале 80-х по так называемой «программе 600 кораблей». Принимал участие в гражданской войне в Ливане в 1983 году. Окончательно выведен из состава флота в 1991 году после, в общей сложности, 21 года активной службы. Имеет 19 наград за участие в операциях во время Второй мировой войны, войны в Корее, войны во Вьетнаме, гражданской войны в Ливане, войны в Заливе. Статус музея приобрел 15 октября 2001 г.